# Ejido Sección Alhuate
Ejido Sección Alhuate är en ort i Mexiko.   Den ligger i kommunen Culiacán och delstaten Sinaloa, i den västra delen av landet, 1 000 km nordväst om huvudstaden Mexico City. Ejido Sección Alhuate ligger 32 meter över havet och antalet invånare är 207.
Terrängen runt Ejido Sección Alhuate är platt. Runt Ejido Sección Alhuate är det ganska tätbefolkat, med 104 invånare per kvadratkilometer. Närmaste större samhälle är Villa de Costa Rica, 9,3 km nordväst om Ejido Sección Alhuate. Trakten runt Ejido Sección Alhuate består till största delen av jordbruksmark.